# Greatest Hits III
A Greatest Hits III a brit Queen rockegyüttes válogatásalbuma, amely 1999. november 8-án jelent meg. Az együttes legkésőbbi szakaszának slágereit tartalmazta, több dalt közülük az együttes más énekesekkel rögzített, illetve a tagok szólókarrierjének egy-egy dala is rákerült. Az album több mint 300 ezer példányban fogyott Angliában, és az ötödik helyet érte el az albumlistán.

## Az album dalai
|     | Cím                                            | Szerző(k)                   | Ének                        | Hossz |
| --- | ---------------------------------------------- | --------------------------- | --------------------------- | ----- |
| 1.  | The Show Must Go On                            | Queen                       | Elton John                  | 4:35  |
| 2.  | Under Pressure (rah mix)                       | Queen, David Bowie          | Queen, David Bowie          | 4:08  |
| 3.  | Barcelona                                      | Freddie Mercury, Mike Moran | Montserrat Caballé, Mercury | 4:25  |
| 4.  | Too Much Love Will Kill You                    | Brian May                   |                             | 4:18  |
| 5.  | Somebody to Love                               | Mercury                     | George Michael, Queen       | 5:07  |
| 6.  | You Don’t Fool Me                              | Mercury, Roger Taylor       |                             | 5:22  |
| 7.  | Heaven for Everyone                            | Taylor                      |                             | 4:37  |
| 8.  | Las Palabras de Amor                           | May                         |                             | 4:29  |
| 9.  | Driven by You                                  | May                         | May                         | 4:09  |
| 10. | Living on My Own (No More Brothers remix)      | Mercury                     | Mercury                     | 3:37  |
| 11. | Let Me Live                                    | Mercury, Taylor             |                             | 4:45  |
| 12. | The Great Pretender                            | Buck Ram                    | Mercury                     | 3:26  |
| 13. | Princes of the Universe                        | Mercury                     |                             | 3:31  |
| 14. | Another One Bites the Dust (Wyclef Jean remix) | John Deacon                 | Wyclef Jean, Pras, Free     | 4:20  |
| 15. | No-One but You (Only the Good Die Young)       | May                         |                             | 4:11  |
| 16. | These Are the Days of Our Lives                | Taylor                      |                             | 4:22  |
| 17. | Thank God It’s Christmas                       | Taylor, May                 |                             | 4:19  |

## Helyezések és eladások
| Ország                | Helyezés |
| --------------------- | -------- |
| Brit albumlista       | 5        |
| Ausztriai albumlista  | 1        |
| Belga albumlista      | 47       |
| Francia albumlista    | 9        |
| Holland albumlista    | 8        |
| Japán albumlista      | 25       |
| Magyar albumlista     | 1        |
| Német albumlista      | 1        |
| Norvég albumlista     | 21       |
| Svéd albumlista       | 21       |
| Új-Zélandi albumlista | 1        |
| Svájci albumlista     | 5        |

| Ország                  | Eladási minősítés | Eladás   |
| ----------------------- | ----------------- | -------- |
| Anglia (BPI)            | platina           | 300 000+ |
| Ausztria (IFPI Austria) | arany             | 10 000+  |
| Hollandia (NVPI)        | platina           | 50 000+  |
| Németország (BVMI)      | arany             | 150 000+ |
| Svájc (IFPI Svájc)      | arany             | 15 000+  |